# 파트리시아 로페스 아르나이스
파트리시아 로페스 아르나이스(바스크어: Patricia López Arnaiz, 1981년 4월 15일 ~ )바스크 출신 스페인의 배우이다.

## 출연 작품
- 아네 이즈 미씽 (2020)